# Vilsandi
Vilsandi est une île d'Estonie, située dans la mer Baltique. Elle couvre une superficie approximative de 9 kilomètres carrés, et est le point le plus occidental habité du pays. L'île abrite le parc national de Vilsandi.

## Galerie

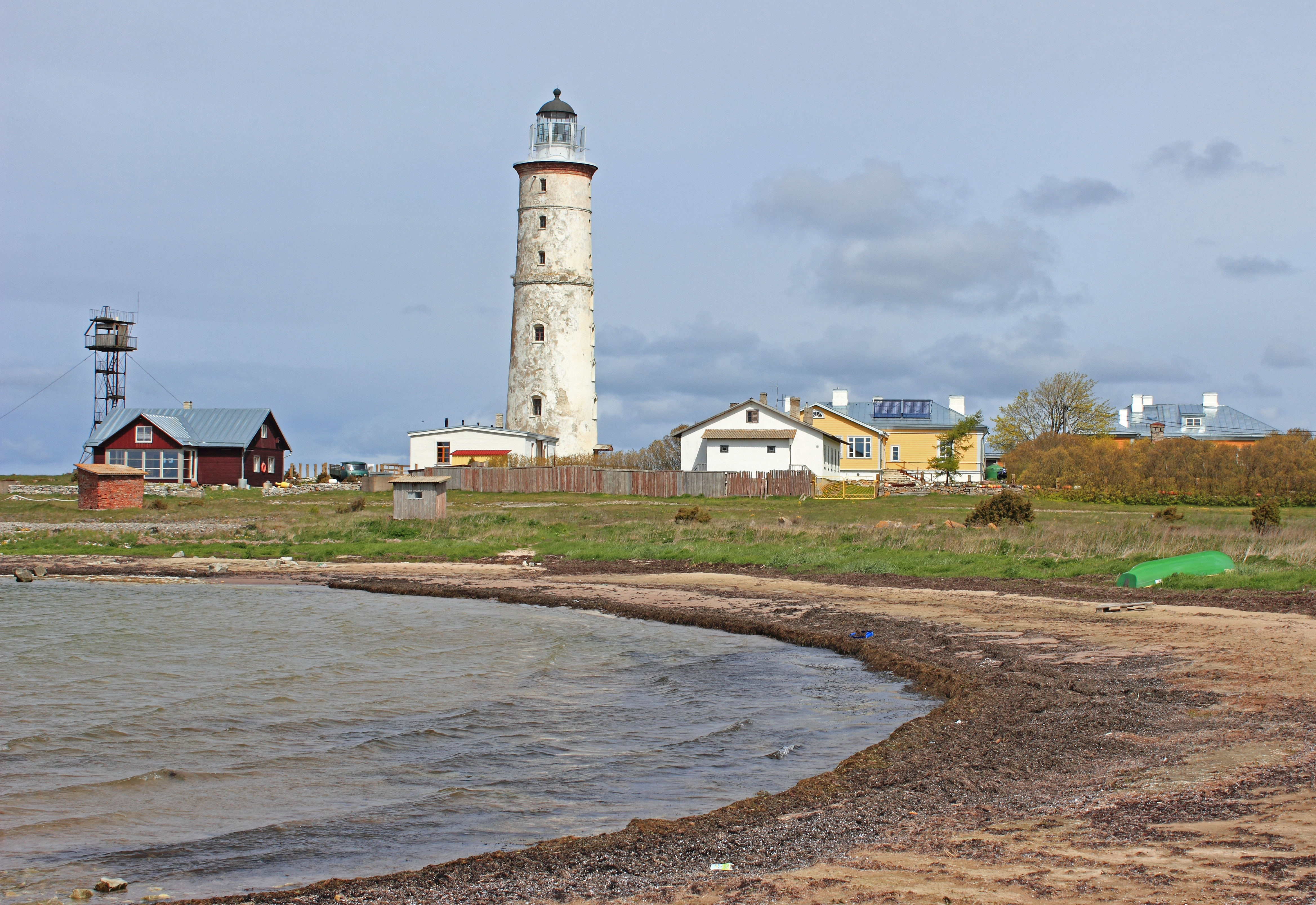
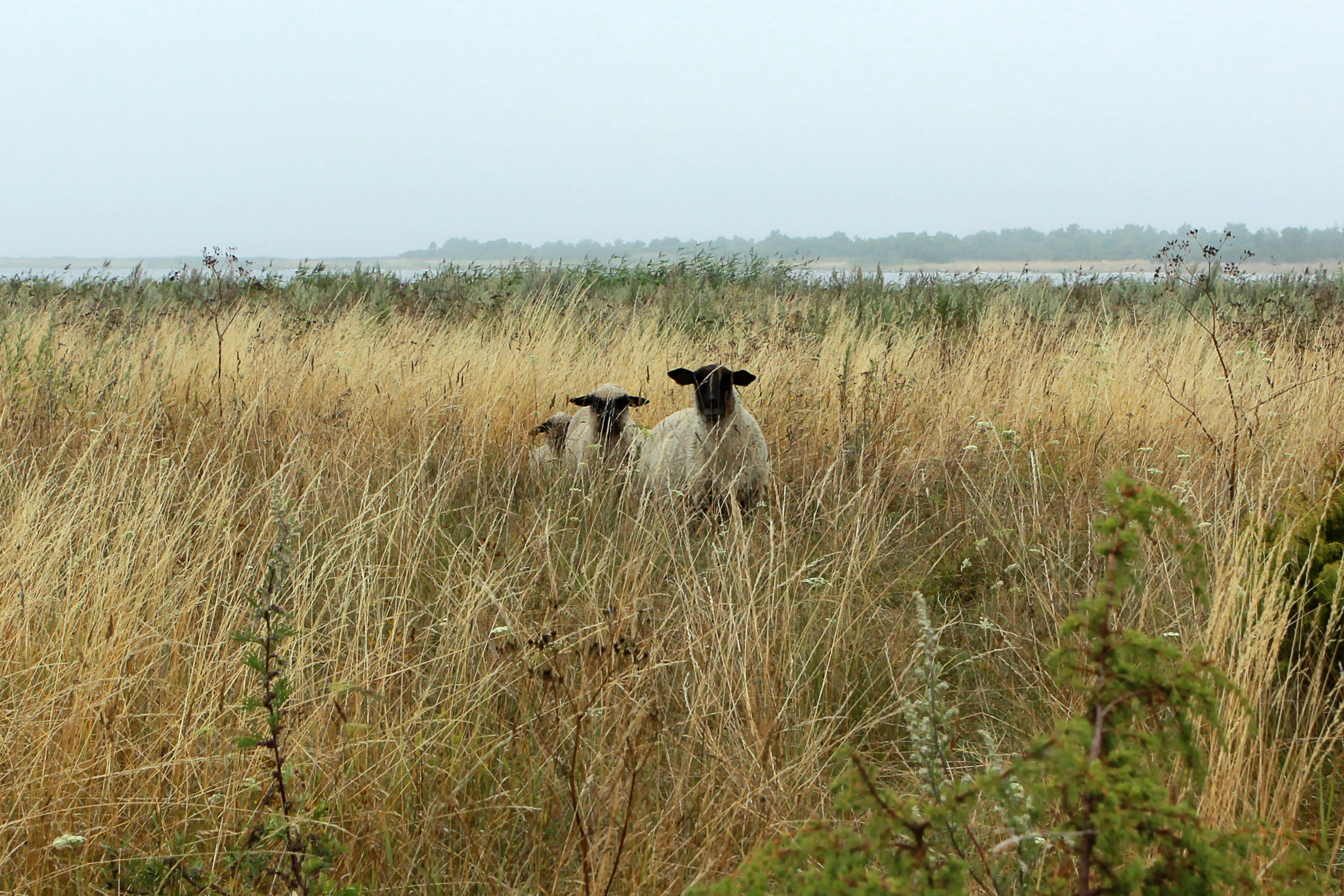
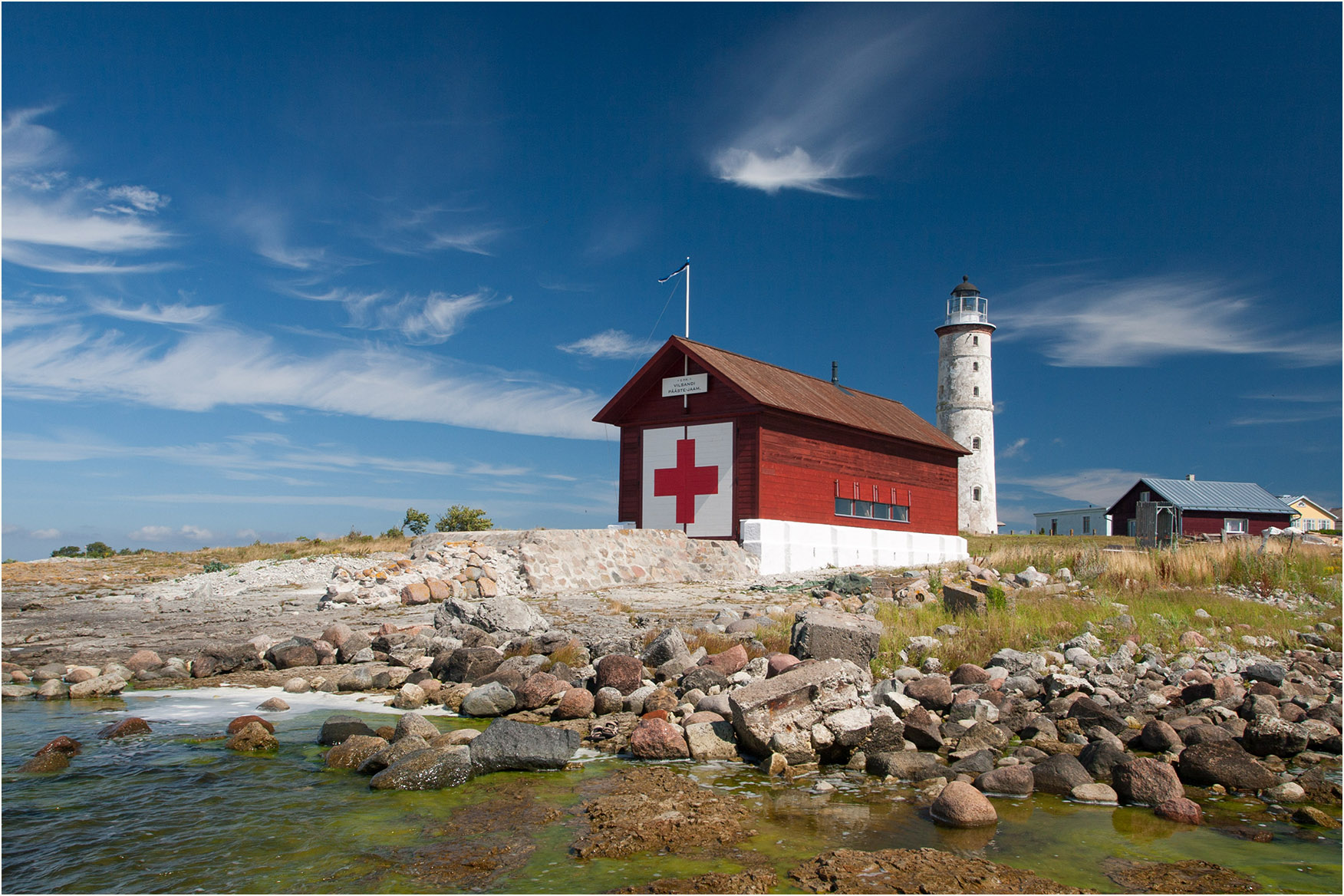
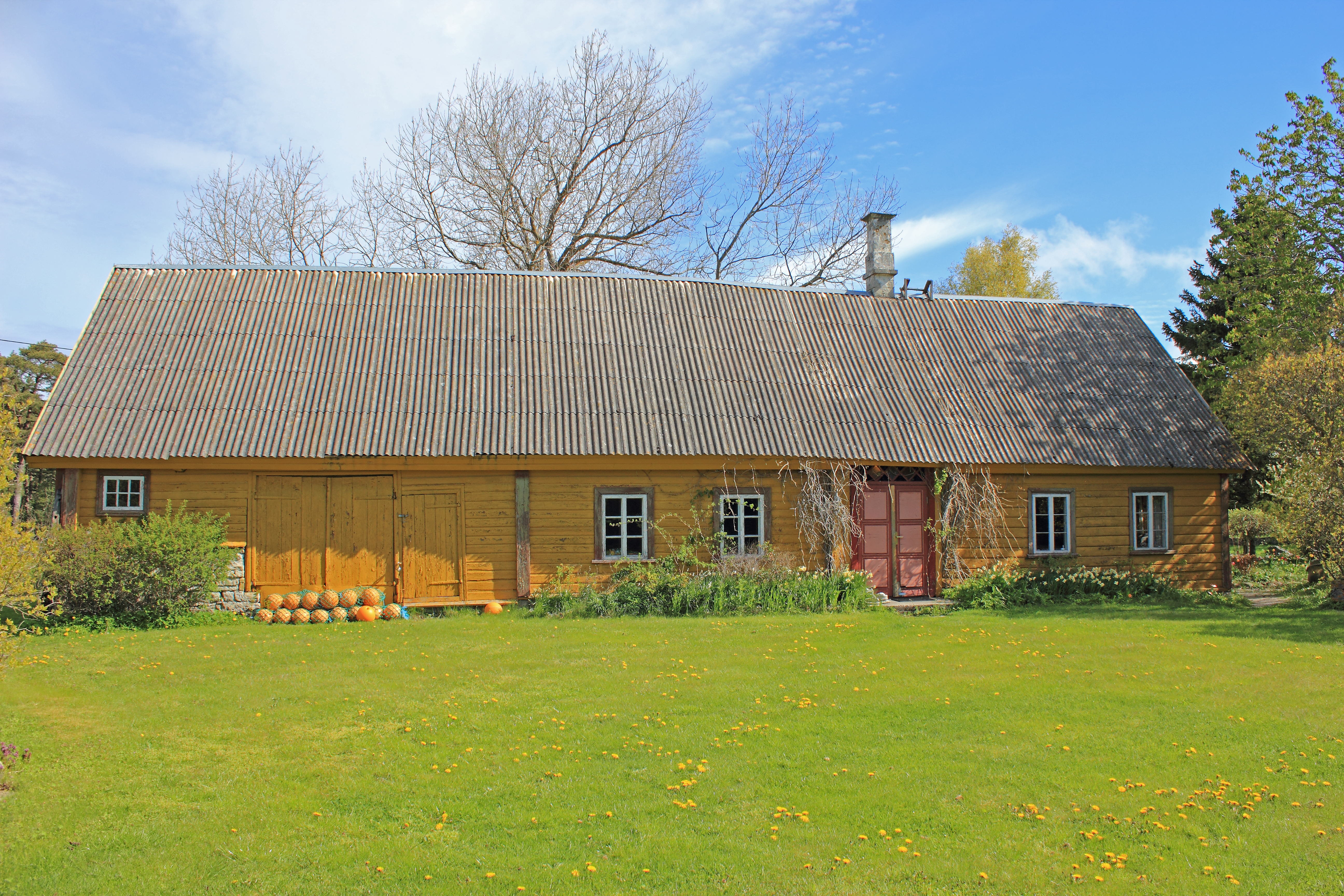
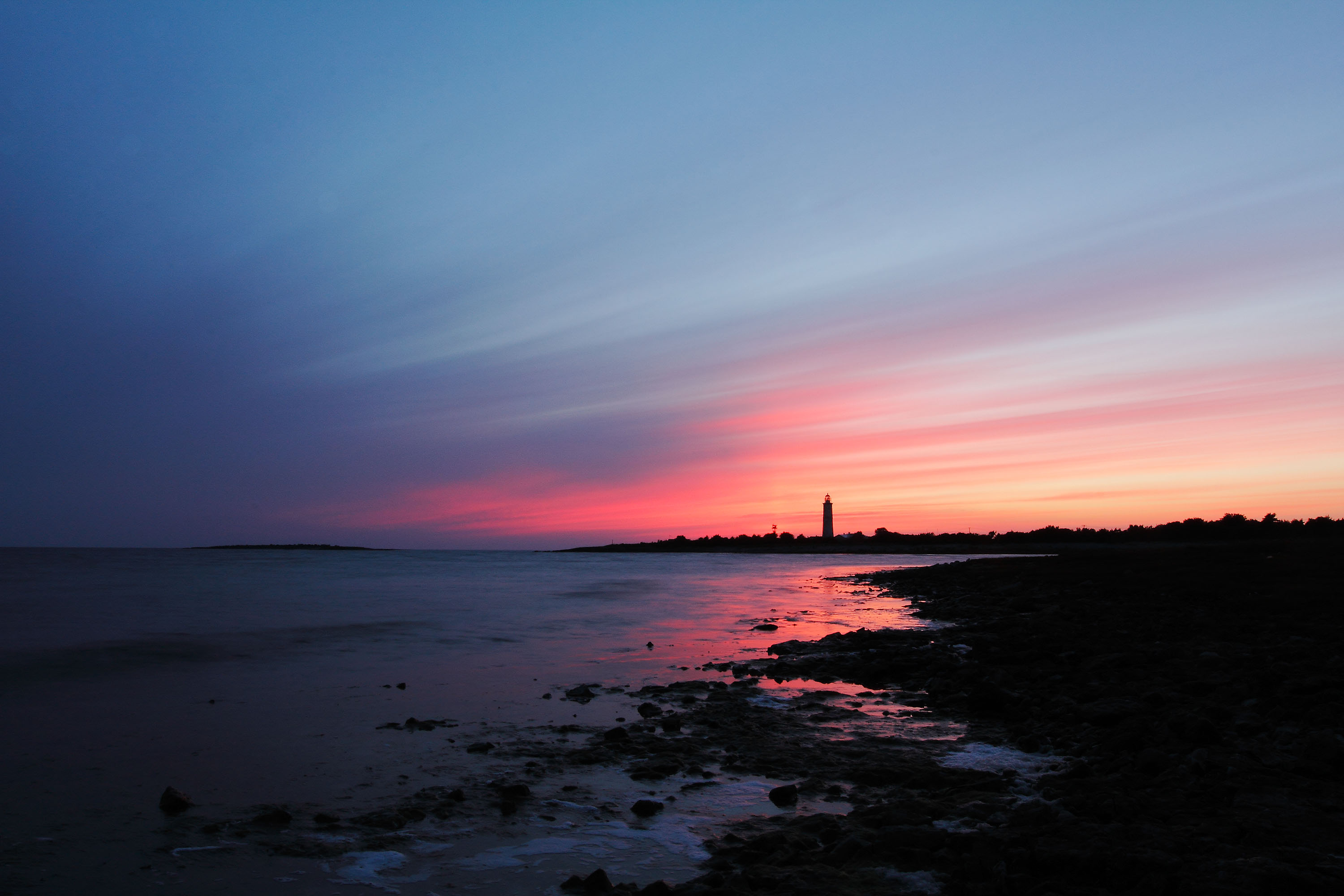
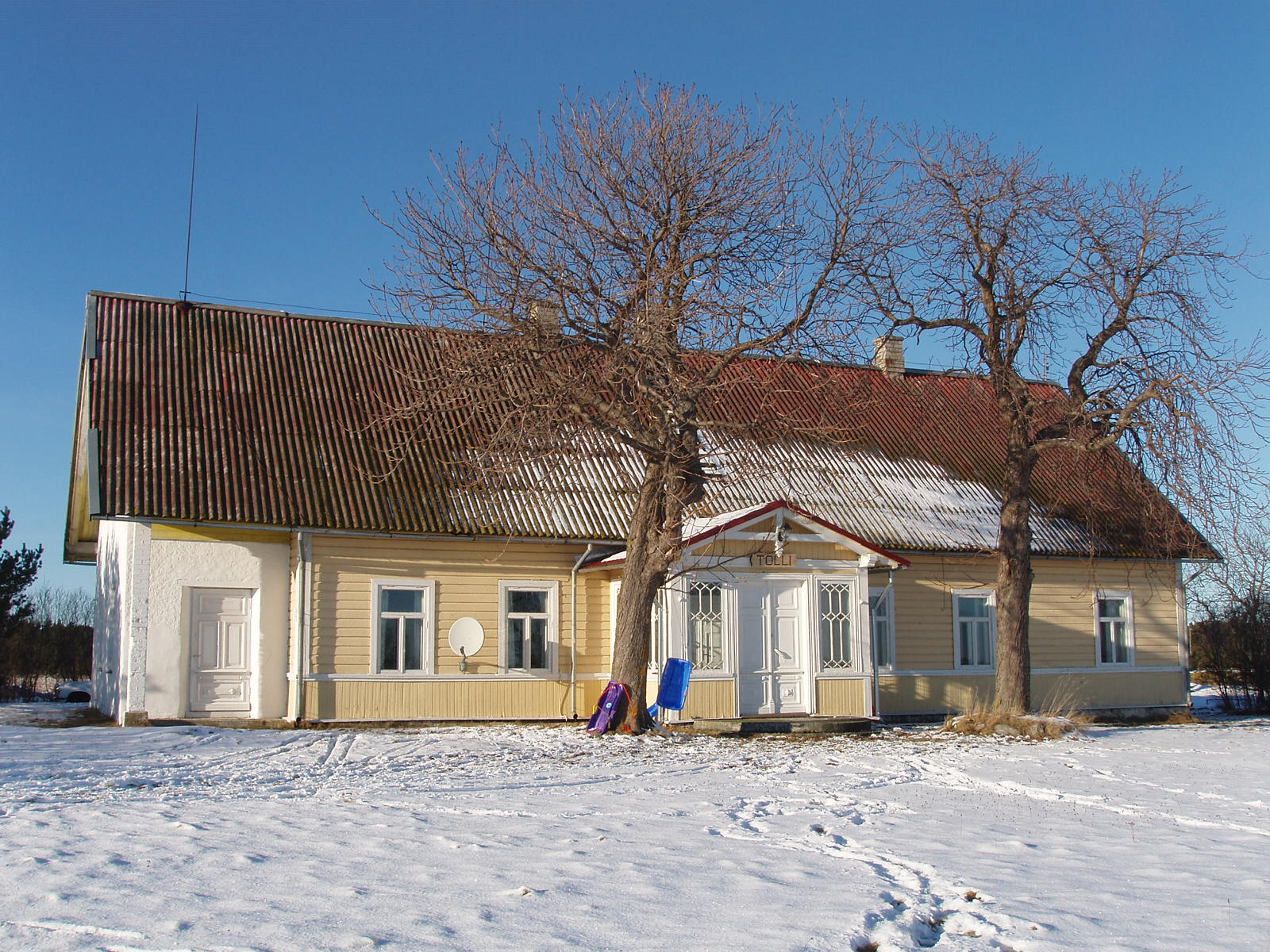